# Paddington (film)
Paddington è un film del 2014 diretto da Paul King, scritto da King e Hamish McColl e prodotto da David Heyman. 
Il film si basa sulla storia dell'orso Paddington, personaggio della letteratura inglese per bambini creato da Michael Bond.
Paddington è stato accolto positivamente dalla critica e ha incassato 282 milioni di dollari, contro un budget di 65 milioni. Nel 2017 è stato prodotto un sequel, Paddington 2.

## Trama
Il film si apre con una ripresa comica in bianco e nero su pellicola registrata da un esploratore inglese nel Perù in cui esso dice di avere scoperto due orsi, di una specie mai vista prima, dall'intelligenza umana e capaci di capire e addirittura parlare come una persona. Così l'esploratore decide di insegnar loro tutto quello che sa sulla vita moderna e chiama i due orsi rispettivamente Lucy e Pastuzo. Prima di ritornare in patria, promette ai due orsi che se fossero per caso venuti a Londra li avrebbe accolti nella sua casa.
Quaranta anni dopo, Lucy e Pastuzo, molto invecchiati, decidono di occuparsi del loro nipotino divenuto orfano e si dedicano soprattutto alla produzione di marmellata secondo la ricetta ricevuta dall'esploratore e a imparare le buone maniere da un vecchio giradischi per il viaggio verso Londra che i tre hanno progettato. Una notte, però, un violento terremoto, costringe i tre a scappare in un rifugio sotterraneo, ma per un attimo di esitazione Pastuzo viene ucciso dalla caduta di un albero. Lucy, ormai troppo vecchia per badare al suo nipotino e visto anche che la loro casa è stata distrutta dal terremoto, decide di mandare su una nave cargo diretta a Londra l'orsetto con una targhetta "Per favore, occupatevi di questo orso", mentre lei se ne andrà in una casa di riposo per orsi.
Tuttavia, arrivato in Inghilterra e persosi alla stazione londinese di Paddington, l'orsetto si accorge che Londra non è piena di gente accogliente e disponibile come si aspettava, ma anzi piuttosto maleducata e indifferente. Fortunatamente però incontra la famiglia Brown, che dopo avergli dato il nome della stazione in cui viene trovato, Paddington appunto (in quanto non conoscono il suo vero nome da orso), gli offrono un posto dove vivere, la loro soffitta, e si impegnano a cercare l'esploratore che aveva conosciuto gli zii. Ma una cinica imbalsamatrice del Museo di storia naturale di Londra, Millicent Clyde, ha altri progetti per l'orsetto, in quanto vuole vendicare il padre, ovvero l'esploratore.

## Produzione
Prima dell'inizio delle riprese, a settembre 2013, la produzione scelse Colin Firth per dare la voce a Paddington, ma al termine delle riprese, a giugno 2014, l'attore stesso si tirò fuori dal progetto, poiché la sua voce non era compatibile col personaggio. Venne così scelto Ben Whishaw al suo posto. Nel doppiaggio ucraino del film, a dare la voce all'orsetto è Volodymyr Zelens'kyj.

## Accoglienza

### Incassi
Il film ha incassato 76,271,832 $ negli Stati Uniti e in Canada e 206,167,002 $ nel resto del mondo, per un totale di 282,438,834 $.

## Riconoscimenti
- 2015 - Premio BAFTA
  - Nomination Miglior film britannico a Paul King e David Heyman
  - Nomination Migliore sceneggiatura non originale a Paul King
- 2015 - Empire Award[5]
  - Miglior commedia
  - Nomination Miglior film britannico
- 2015 - Saturn Award[6]
  - Nomination Miglior film fantasy
- 2015 - Behind the Voice Actors Awards
  - Nomination Miglior doppiaggio maschile a Ben Whishaw

## Sequel
Il 10 novembre 2017  è uscito il sequel del film, le cui riprese sono iniziate ad ottobre 2016, con due new entry: Hugh Grant e Brendan Gleeson. La produzione ha poi annunciato un terzo film con il personaggio: Paddington in Perù, in uscita a novembre 2024 nel Regno Unito e a febbraio 2025 in Italia.